# Маркет (окръг, Мичиган)
Окръг Маркет (на английски: Marquette County) е окръг в щата Мичиган, Съединени американски щати. Площта му е 8871 km², а населението - 64 634 души (2000). Административен център е град Маркет.